# Francesco Cortesi
Francesco Cortesi (Ravenna, 10 aprile 1914 – ...) è stato un calciatore italiano, di ruolo ala sinistra.

## Biografia
Francesco "Cecco" Cortesi era conosciuto anche come Cortesi II° per differenziarlo dal fratello Ferdinando o "Nando" Cortesi o Cortesi I° che ha giocato 94 partite e realizzato 12 reti con il Ravenna dal 1926 al 1937.
Appese le scarpette al chiodo, per quarant'anni ha ricoperto la carica di presidente del Comitato provinciale della FIGC ravennate.

## Carriera
Cortesi ha iniziato con il Ravenna nella stagione 1927-1928, esordendo il 13 novembre 1927 nella partita Ravennate-Bagnocavallo (4-0) realizzando una doppietta, ed ha disputato con la stessa maglia sedici stagioni consecutive, divenendo di gran lunga il più prolifico calciatore del Ravenna, con 139 reti realizzate. Ha più che raddoppiato il secondo nella classifica dei marcatori di tutti i tempi, Carletto Capra, che di reti ne ha realizzate 63.
Conclude la sua carriera il 14 marzo 1943 nella partita Ascoli-Ravenna (5-0).
Cecco possedeva scatto e velocità che lasciavano sul posto i terzini avversari, la precisione e la violenza straordinarie del suo "sinistro" lasciavano di stucco i portieri.

## Palmarès

### Club

#### Competizioni regionali
- Campionato italiano di terza divisione: 1

Ravenna: 1927-1928
- Seconda Divisione: 1

Ravenna: 1929-1930